# Sybra ochreostictica
Sybra ochreostictica là một loài bọ cánh cứng trong họ Cerambycidae.